# Technika Pomodoro

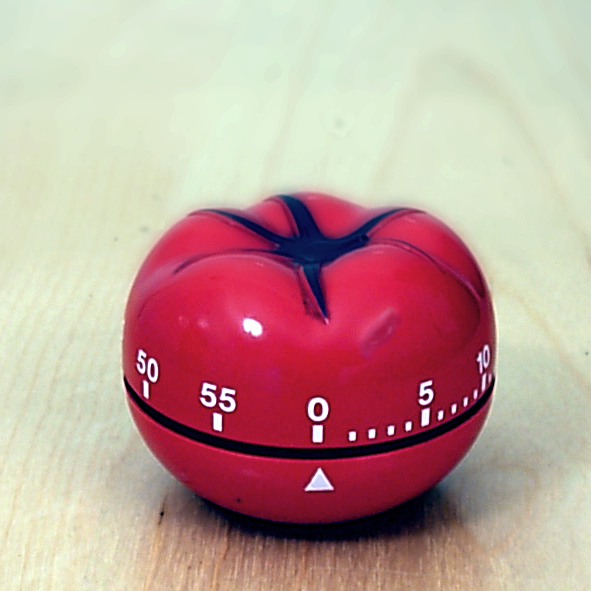
Kuchyňský časovač ve tvaru rajčete, podle kterého je metoda pojmenována

Technika Pomodoro je druh metody organizace času, kterou vyvinul Francesco Cirillo na konci osmdesátých let.
Tato technika využívá časovače k rozdělení úkolu na části tradičně 25 minut dlouhé a oddělené krátkými přestávkami. Tyto časové úseky se nazývají pomodora, podle italského slova pomodoro (rajče), a to kvůli kuchyňskému časovači ve tvaru rajčete, který Cirillo používal na vysoké škole. Princip metody spočívá v myšlence, že časté přestávky zlepšují duševní čilost.
Technika Pomodoro se například využívá během párového programování.

## Základní principy
Technika se provádí v šesti krocích:
1. Rozhodněte se, jaký úkol chcete splnit.
2. Nastavte časovač (tradičně se používá 25 minut).[1]
3. Dokud časovač nezazvoní, pracujte na úkolu. Pokud vás během práce vyruší myšlenka, zapište si ji na kus papíru, ale hned se zase vraťte zpět k práci.
4. Až časovač zazvoní, udělejte si na papír značku.[7]
5. Pokud máte na papíru méně než 4 značky, dejte si na chvíli (3–5 minut) pauzu, pak se vraťte zpět ke kroku číslo 1.
6. Po čtyřech takovýchto pomodoro cyklech si dejte větší pauzu (asi 15–30 minut), vynulujte si počet značek na papíře a pokračujte krokem číslo 1.

Jednotlivá stádia plánování, stopování, zaznamenávání a představování si jsou pro techniku klíčová. Ve fázi plánování se úkoly napíšou a seřadí podle důležitosti na denním seznamu úkolů. Díky tomu může uživatel techniky odhadnout, kolik úsilí budou jednotlivé úkoly vyžadovat. Zaznamenání dokončených pomodoro cyklů dodá uživateli pocit úspěchu a je také zdrojem dat, která umožní zhodnocení a další zlepšování.
Pro účely techniky představují jednotlivá pomodora čas strávený nad prací. Ve chvíli, kdy je úkol dokončen, je zbytek pomodora věnován jeho dalšímu vylepšování. Pravidelné krátké přestávky (3–5 minut) napomáhají vstřebání nových dovedností. Čtyři pomodora tvoří jeden set. Mezi jednotlivými sety se dělají delší přestávky (15–30 minut).
Cílem techniky je snížit možný negativní vliv vnitřních a vnějších rušivých vlivů na soustředění a flow. Pomodoro je nedělitelné: pokud v jeho průběhu nastane vyrušení, tato aktivita musí být buď zaznamenána a odložena (v takovém případě se používá strategie, jejíž body jsou informovat – sjednat jiný čas – naplánovat – zavolat zpět) nebo musí být pomodoro ukončeno.

## Nástroje
Autor a zastánci techniky upřednostňují přístup, při kterém je potřeba jen minimální množství pomůcek, konkrétně mechanický časovač, papír a tužka. Úkon natočení mechanického časovače utvrzuje uživatele v odhodlání začít práci na úkolu, tikání znázorňuje vůli úkol dokončit a zazvonění časovače značí čas na přestávku. Soustředění a flow tak začnou být asociovány s těmito fyzickými stimuly.

Technika Pomodoro inspirovala tvorbu aplikačního softwaru napříč různými platformami.